# Aston & Hayes
Aston & Hayes är en brittiskt bild-reklambyrå. Företaget har varit med i bildmodeindustrin i över 25 år. Först aktivt främst inom mode med Glynne Hayes, men under de senaste 10 åren även inom bild rådgivning och personlig varumärkesutveckling.
Jennifer Aston från BBC är VD över företaget. Kända kunder till Aston & Hayes är bland andra Aquascutum, Next retail, Harrods, Jaeger, Lancome, Este Lauder, Cartier, Kurt Geiger och Bally of Switzerland.